# 1710 en philosophie
Chronologie de la philosophie
- 1706
- 1707
- 1708
- 1709
- 1710
- 1711
- 1712
- 1713
- 1714

L’année 1710 a été marquée, en philosophie, par les événements suivants :

## Publications
- Les Essais de Théodicée sur la bonté de Dieu, la liberté de l'homme et l'origine du mal, ou plus simplement Essais de Théodicée voire Théodicée forment un livre traitant de théologie, écrit par le philosophe et savant polymathe allemand Gottfried Wilhelm Leibniz, qui tente de résoudre le problème du mal par le concept de meilleur des mondes possibles. Son explication sera raillée par Voltaire dans son conte philosophique Candide.

## Naissances
- 26 avril à Strachan : Thomas Reid, mort le 7 octobre 1796 à Glasgow, philosophe britannique contemporain de David Hume, fondateur de l'école écossaise du sens commun.